# La steppa (film 1962)
La steppa è un film del 1962 diretto da Alberto Lattuada.

## Riconoscimenti
- 1963 - Semana Internacional de Cine de Valladolid
  - Espiga de oro